# Thomas Lageder
Thomas Lageder (* 5. Februar 1980 in Grabs) ist ein liechtensteinischer Politiker (FL) und war von 2013 bis 2021 Abgeordneter im liechtensteinischen Landtag.

## Biografie
Lageder wuchs in Triesenberg auf. Er besuchte von 1987 bis 1992 die dortige Primarschule und ging danach von 1992 bis 2000 auf das Liechtensteinische Gymnasium, wo er seine Matura machte. Nach mehreren mehrmonatigen Sprachaufenthalten und einem Semester in Umweltnaturwissenschaften an der ETH in Zürich 2001, studierte er von 2002 bis 2009 an der Universität Lausanne, wo er einen Master of Arts in englischer Literatur und Linguistik, Französisch als Fremdsprache und Politikwissenschaften erhielt. Anschliessend absolvierte er von 2009 bis 2013 ein Berufsbegleitendes Studium der Betriebswirtschaftslehre mit Spezialisierung International Management und Entrepreneurship an der Universität Liechtenstein und erhielt dort einen Bachelor of Science.
Ab 2013 arbeitete er als Geschäftsführer der Freien Liste. Im Februar 2013 wurde Lageder für seine Partei erstmals in den Landtag des Fürstentums Liechtenstein gewählt. Im Februar 2017 erfolgte seine Wiederwahl. Als Abgeordneter war er ab 2013 Mitglied der Aussenpolitischen Kommission und des Richterauswahlgremiums. In Folge innerparteilichen Streits im Herbst 2020 zwischen Lageder einerseits und den Parteivorsitzenden Pepo Frick und Conny Büchel Brühwiler andererseits, trat Lageder Ende 2020 von seinem Posten als Geschäftsführer der Freien Liste zurück. Lageder blieb jedoch weiterhin Mitglied der Partei und trat bei der Landtagswahl im Februar 2021 an. Er konnte sein Mandat hierbei nicht verteidigen und schied damit aus dem Landtag aus.
Lageder ist ledig.